# Persone di nome Tomás
| Questa pagina contiene informazioni ricavate automaticamente dalle voci biografiche con l'ausilio del template Bio e di un bot. L'aggiornamento è periodico e automatico e ricostruisce completamente la pagina. Se manca una persona in questa lista, sei pregato di non aggiungerla, ma accertati piuttosto che la sua voce biografica contenga il template Bio e che i dati anagrafici siano correttamente compilati. Se il template Bio manca, inseriscilo tu stesso o, in alternativa, metti l'avviso {{tmp\|Bio}} che ne segnala la mancanza. Se i dati riportati sono sbagliati, correggi direttamente la voce biografica; le modifiche saranno visibili in questa lista entro pochi giorni. Per chiarimenti vedi il progetto antroponimi. La lista contiene solo le 153 persone che sono citate nell'enciclopedia e per le quali è stato implementato correttamente il template Bio. Pagina aggiornata al 6 ago 2025. |

Questa è una lista di persone presenti nell'enciclopedia che hanno il nome Tomás, suddivise per attività principale.

## Allenatori di calcio(1)
- Tomás Hervás, allenatore di calcio e ex calciatore spagnolo (Ponferrada, n. 1970)

## Allenatori di calcio a 5(1)
- Sito Rivera, allenatore di calcio a 5 spagnolo (Mataró, n. 1956)

## Allenatori di tennis(1)
- Tomás Carbonell, allenatore di tennis e ex tennista spagnolo (Barcellona, n. 1968)

## Architetti(1)
- Tomás Taveira, architetto portoghese (Portimão, n. 1938)

## Artisti(3)
- Tomás Maldonado, artista, designer e filosofo argentino (Buenos Aires, n. 1922 - Milano, † 2018)
- Tomás Saraceno, artista e architetto argentino (San Miguel de Tucumán, n. 1973)
- Tomás de Suria, artista e esploratore spagnolo (Valencia, n. 1761 - † 1844)

## Attivisti(1)
- Tomás Pádraig Ághas, attivista e politico irlandese (Lispole, n. 1885 - Dublino, † 1917)

## Attori(2)
- Tomás de las Heras, attore e modello argentino (Buenos Aires, n. 1984)
- Tomas Milian, attore cubano (L'Avana, n. 1933 - Miami, † 2017)

## Cantanti(1)
- Tom Araya, cantante e bassista cileno (Viña del Mar, n. 1961)

## Cardinali(2)
- Tomás de Almeida, cardinale e patriarca cattolico portoghese (Lisbona, n. 1670 - Lisbona, † 1754)
- Tomás Ó Fiaich, cardinale e arcivescovo cattolico irlandese (Crossmaglen, n. 1923 - Tolosa, † 1990)

## Cestisti(8)
- Tomás Aguilera, ex cestista venezuelano (Anzoátegui, n. 1977)
- Tomás Bellas, cestista spagnolo (Madrid, n. 1987)
- Tomás Chapero, cestista argentino (Santa Fe, n. 2001)
- Tomás Gutiérrez Ferrer, cestista portoricano (Guayama, n. 1940 - † 2018)
- Tomás Herrera, cestista cubano (Santiago di Cuba, n. 1950 - L'Avana, † 2020)
- Tomás Jofresa, ex cestista spagnolo (Barcellona, n. 1970)
- Tomás Sangio, ex cestista peruviano (n. 1942)
- Tomás Vío, cestista argentino (Santa Fe, n. 1921 - † 2001)

## Comici(1)
- Tommy Tiernan, comico, attore e sceneggiatore irlandese (Carndonagh, n. 1969)

## Compositori(1)
- Tomás de Torrejón y Velasco Sánchez, compositore, musicista e organista spagnolo (Villarrobledo, n. 1644 - Lima, † 1728)

## Diplomatici(1)
- Tomás Tamayo de Vargas, diplomatico, letterato e critico letterario spagnolo (Madrid, n. 1589 - Madrid, † 1641)

## Dirigenti sportivi(1)
- Tomás Gil, dirigente sportivo, ex ciclista su strada e pistard venezuelano (Caracas, n. 1977)

## Generali(3)
- Tomás Marín de Poveda, generale spagnolo (Lúcar, n. 1650 - Santiago del Cile, † 1703)
- Tomás de Morla y Pacheco, generale spagnolo (Jerez de la Frontera, n. 1748 - Madrid, † 1812)
- Tomás de Zumalacárregui, generale spagnolo (Ormaiztegi, n. 1788 - Zegama, † 1835)

## Gesuiti(1)
- Tomás Sánchez, gesuita e giurista spagnolo (Cordova, n. 1550 - Granada, † 1610)

## Giocatori di calcio a 5(2)
- Tomás Bobadilla, ex giocatore di calcio a 5 paraguaiano (n. 1961)
- Tomás Paçó, giocatore di calcio a 5 portoghese (Lisbona, n. 2000)

## Hockeisti su pista(1)
- Ezequiel Mena, hockeista su pista argentino (San Juan, n. 1998)

## Imprenditori(1)
- Tomás Hirsch, imprenditore, politico e fotografo cileno (Santiago del Cile, n. 1956)

## Militari(5)
- Tomás Diez Acosta, militare e storico cubano (L'Avana, n. 1946 - † 2023)
- Tomás Adolfo Ducó, militare, dirigente sportivo e giornalista argentino (Buenos Aires, n. 1901 - Buenos Aires, † 1964)
- Tomás Geraldino y Geraldino, militare spagnolo (Jerez de la Frontera, n. 1754 - Capo San Vincenzo, † 1797)
- Tomás Guardia Gutiérrez, militare e politico costaricano (Bagaces, n. 1832 - Alajuela, † 1882)
- Tomás Mejía, militare messicano (Pinal de Amoles, n. 1820 - Santiago de Querétaro, † 1867)

## Nobili(1)
- Tomás de la Cerda, nobile spagnolo (Cogolludo, n. 1638 - Madrid, † 1692)

## Poeti(3)
- Tomás António Gonzaga, poeta portoghese (Porto, n. 1744 - Mozambico, † 1810)
- Tomás de Iriarte, poeta, drammaturgo e traduttore spagnolo (Puerto de la Orotava, n. 1750 - Madrid, † 1791)
- Tomás Morales Castellano, poeta spagnolo (Moya, n. 1884 - Las Palmas de Gran Canaria, † 1921)

## Politici(10)
- Tomás Berreta, politico uruguaiano (Montevideo, n. 1875 - Montevideo, † 1947)
- Tomás Frías Ametller, politico boliviano (Potosí, n. 1804 - Firenze, † 1884)
- Tomás Godoy Cruz, politico argentino (Mendoza, n. 1791 - Mendoza, † 1852)
- Tomás Gomensoro, politico uruguaiano (Dolores, n. 1810 - Montevideo, † 1900)
- Tomás Gutiérrez, politico peruviano (Lima, † 1872)
- Tomás Martínez, politico nicaraguense (Nagarote, n. 1820 - León, † 1873)
- Tomás Cipriano Mosquera, politico colombiano (Popayán, n. 1798 - Puracé, † 1878)
- Tomás Romero Pereira, politico e militare paraguaiano (Encarnación, n. 1886 - Asunción, † 1982)
- Tomás Villalba, politico uruguaiano (Dolores, n. 1805 - Montevideo, † 1886)
- Tomás Estrada Palma, politico cubano (Bayamo, n. 1832 - Santiago di Cuba, † 1908)

## Presbiteri(1)
- Tomás Luis de Victoria, presbitero, compositore e organista spagnolo (n. 1548 - Madrid, † 1611)

## Registi(1)
- Tomás Gutiérrez Alea, regista cubano (L'Avana, n. 1928 - L'Avana, † 1996)

## Religiosi(2)
- Tomás Ripoll, religioso francese (n. 1652 - † 1747)
- Tomás de Torquemada, religioso spagnolo (Valladolid, n. 1420 - Avila, † 1498)

## Rugbisti a 15(2)
- Tomás Cubelli, rugbista a 15 argentino (Buenos Aires, n. 1989)
- Tomás Lavanini, rugbista a 15 argentino (Buenos Aires, n. 1993)

## Scrittori(2)
- Tomás Eloy Martínez, scrittore argentino (San Miguel de Tucumán, n. 1934 - Buenos Aires, † 2010)
- Tomás Antonio Sánchez, scrittore spagnolo (Ruiseñada, n. 1723 - Madrid, † 1802)

## Tennisti(1)
- Tomás Martín Etcheverry, tennista argentino (La Plata, n. 1999)

## Teologi(2)
- Tomás de Mercado, teologo e economista spagnolo (n. 1530 - † 1575)
- Tomas de Lemos, teologo spagnolo (Ribadavia, n. 1555 - Roma, † 1629)

## Vescovi cattolici(4)
- Tomás Balduíno, vescovo cattolico brasiliano (Posse, n. 1922 - Goiás, † 2014)
- Tomás de Berlanga, vescovo cattolico e esploratore spagnolo (Berlanga de Duero, n. 1486 - Berlanga de Duero, † 1551)
- Tomás Osvaldo González Morales, vescovo cattolico cileno (Santiago del Cile, n. 1935 - Santiago del Cile, † 2022)
- Tomás Vaquero, vescovo cattolico brasiliano (Pirassununga, n. 1914 - Campinas, † 1992)